# Podocerus variegatus
Podocerus variegatus is een vlokreeftensoort uit de familie van de Podoceridae. De wetenschappelijke naam van de soort is voor het eerst geldig gepubliceerd in 1814 door Leach.